# Slaget i det Filippinske hav
Slaget i det Filippinske hav var et afgørende søslag som blev udkæmpet mellem USA's og Kejserriget Japans flåder under 2. verdenskrig. Det er det største slag i historien mellem hangarskibe. Slaget var en del af Stillehavskrigen og foregik mellem den 19. og 20. juni 1944 udenfor Marianerne og involverede også japanske landbaserede fly. Slaget var ødelæggende for den Kejserlige japanske flåde, der mistede tre hangarskibe og 600 fly.

## Eksterne links
- Wikimedia Commons har flere filer relateret til Slaget i det Filippinske hav